# Mongolië op de Olympische Zomerspelen 1996
Mongolië nam deel aan de Olympische Zomerspelen 1996 in Atlanta, Verenigde Staten. Er werd 1 bronzen medaille gewonnen in het judo.

## Medailleoverzicht
| Sport | Olympiër               | Discipline | Medaille |
| ----- | ---------------------- | ---------- | -------- |
| Judo  | Dorjpalamyn Narmandakh | –60kg (m)  | Brons    |

## Deelnemers en resultaten

### Atletiek
| Olympiër                   | Discipline       | Resultaat | Prestatie                             |
| -------------------------- | ---------------- | --------- | ------------------------------------- |
| Dashdendeviin Makhashiri   | discuswerpen (m) | 23e       | kwalificatie groep A: 13de met 59,16m |
|                            |                  |           |                                       |
| Erkhemsaikhany Davaajargal | marathon (v)     | 63e       | 3:19.06                               |

### Boksen
| Olympiër                   | Discipline | Resultaat | Prestatie                                                                                                   |
| -------------------------- | ---------- | --------- | --- |
| Tseyen-Oidovyn Davaatseren | -54kg (m)  | 6e        | 1ste ronde: W van ZAM Chongo: 13-7 2de ronde: W van KOR Bae: 11-10 kwartfinale: V van RUS Malakhbekov: 9-21 |
| Jamgany Narantsogt         | -57kg (m)  | 17e       | 1ste ronde: V van UZB Ibragimov: scheidsrechterlijke beslissing                                             |
| Tümentsetsegiin Üitümen    | -60kg (m)  | 9e        | 1ste ronde: W van DOM Mojica: 7-1 2de ronde: V van USA Cauthen: 9-10                                        |

### Boogschieten
| Olympiër     | Discipline      | Resultaat | Prestatie                                                                                |
| ------------ | --------------- | --------- | ---------------------------------------------------------------------------------------- |
| Jargal Otgon | individueel (v) | 44e       | plaatsingsronde: 45ste met 630 punten 1ste ronde: V van RUS Galinovskaya: 150-150 (6-10) |

### Judo
| Olympiër                 | Discipline | Resultaat | Prestatie |
| ------------------------ | ---------- | --------- | --- |
| Dorjpalamyn Narmandakh   | -60kg (m)  | Brons     | 1ste ronde: vrij 2de ronde: W van PUR Méndez: ippon 3de ronde: W van GBR Donohue: koka kwartfinale: W van UZB Mukhtarov: ippon halve finale: V van JPN Nomura: ippon bronzen finale: W van BLR Bahirau: ippon         |
| Pürevdorjiin Nyamlkhagva | -65kg (m)  | 9e        | 1ste ronde: vrij 2de ronde: W van FIN Laurén: ippon 3de ronde: V van JPN Nakamura: chui herkansingen: W van RUS Matsiyev: ippon herkansingen 2 V van BUL Netov: ippon                                                 |
| Khaliuny Boldbaatar      | -71kg (m)  | 5e        | 1ste ronde: vrij 2de ronde: W van ARG Alquati: ippon 3de ronde: W van USA Pedro: ippon kwartfinale: W van GEO Dgebuadze: shido halve finale: V van JPN Nakamura: keikoku bronzen finale: V van FRA Gagliano: waza-ari |

### Schietsport
| Olympiër                 | Discipline           | Resultaat | Prestatie                                                               |
| ------------------------ | -------------------- | --------- | ----------------------------------------------------------------------- |
| Otryadyn Gündegmaa       | 25m pistool (v)      | 5e        | kwalificatie: 7de met 580 punten (289-291) finale: 5de met 681,3 punten |
| Dorjsürengiin Mönkhbayar | 25m pistool (v)      | 15e       | kwalificatie: 15de met 575 punten (285-291)                             |
| Otryadyn Gündegmaa       | 10m luchtpistool (v) | 30e       | kwalificatie: 30ste met 372 punten (91-91-94-96)                        |
| Dorjsürengiin Mönkhbayar | 10m luchtpistool (v) | 21e       | kwalificatie: 21ste met 377 punten (93-96-93-95)                        |

### Wielersport
| Olympiër               | Discipline       | Resultaat | Prestatie      |
| ---------------------- | ---------------- | --------- | -------------- |
| Dashnyamyn Tömör-Ochir | wegwedstrijd (m) | DNF       | niet gefinisht |

### Worstelen
| Olympiër                     | Discipline  | Resultaat   | Prestatie |
| Vrije stijl                  | Vrije stijl | Vrije stijl | Vrije stijl |
| ---------------------------- | ----------- | ----------- | --- |
| Luvsan-Ishiin Sergelenbaatar | -48kg (m)   | 12e         | 1ste ronde: W van CAN Ragusa: 7-1 2de ronde: V van KOR Jung: 1-3 herkansingen: V van UKR Yefteni: 1-5                                                             |
| Tserenbaataryn Tsogtbayar    | -57kg (m)   | 17e         | 1ste ronde: V van CAN Sissaouri: 3-8 herkansingen: V van MDA Alidjanov: 7-8                                                                                       |
| Bayanmönkhiin Gantogtokh     | -90kg (m)   | 14e         | 1ste ronde: W van PUR Betancourt: 5-0 2de ronde: V van SVK Lohyňa: 3-5 herkansingen: V van GEO Kurtanidze: 1-6                                                    |
| Dolgorsürengiin Sumiyaabazar | -90kg (m)   | 10e         | 1ste ronde: V van USA Angle: 0-4 herkansingen: W van SVK Milan Mazáč: 4-2 herkansingen 2: W van GEO Tkeshelashvili: 6-2 herkansingen 3: V van BLR Kovalevsky: 0-3 |

Afghanistan · Albanië · Algerije · Amerikaanse Maagdeneilanden · Amerikaans-Samoa · Andorra · Angola · Antigua‑Barbuda · Argentinië · Armenië · Aruba · Australië · Azerbeidzjan · Bahama's · Bahrein · Bangladesh · Barbados · België · Belize · Benin · Bermuda · Bhutan · Bolivia · Bosnië en Herzegovina · Botswana · Brazilië · Britse Maagdeneilanden · Brunei · Bulgarije · Burkina Faso · Burundi · Cambodja · Canada · Centraal-Afrikaanse Republiek · Chili · China · Chinees Taipei · Colombia · Comoren · Congo-Brazzaville · Cookeilanden · Costa Rica · Cuba · Cyprus · Denemarken · Djibouti · Dominica · Dominicaanse Republiek · Duitsland · Ecuador · Egypte · El Salvador · Equatoriaal-Guinea · Estland · Ethiopië · Fiji · Filipijnen · Finland · Frankrijk · Gabon · Gambia · Georgië · Ghana · Grenada · Griekenland · Groot-Brittannië · Guam · Guatemala · Guinee · Guinee-Bissau · Guyana · Haïti · Honduras · Hongarije · Hongkong · Ierland · IJsland · India · Indonesië · Irak · Iran · Israël · Italië · Ivoorkust · Jamaica · Japan · Jemen · Joegoslavië · Jordanië · Kaaimaneilanden · Kaapverdië · Kameroen · Kazachstan · Kenia · Kirgizië · Koeweit · Kroatië · Laos · Lesotho · Letland · Libanon · Liberia · Libië · Liechtenstein · Litouwen · Luxemburg ·  Macedonië · Madagaskar · Malawi · Malediven · Maleisië · Mali · Malta · Marokko · Mauritanië · Mauritius · Mexico · Moldavië · Monaco · Mongolië · Mozambique · Myanmar · Namibië · Nauru · Nederland · Nederlandse Antillen · Nepal · Nicaragua · Nieuw-Zeeland · Niger · Nigeria · Noord-Korea · Noorwegen · Oeganda · Oekraïne · Oezbekistan · Oman · Oostenrijk · Pakistan · Palestina · Panama · Papoea-Nieuw-Guinea · Paraguay · Peru · Polen · Portugal · Puerto Rico · Qatar · Roemenië · Rusland · Rwanda · Saint Kitts en Nevis · Saint Lucia · Saint Vincent en Grenadines · Salomonseilanden · Samoa · San Marino · Sao Tomé en Principe · Saoedi-Arabië · Senegal · Seychellen · Sierra Leone · Singapore · Slovenië · Slowakije · Soedan · Somalië · Spanje · Sri Lanka · Suriname · Swaziland · Syrië · Tadzjikistan · Tanzania · Thailand · Togo · Tonga · Trinidad en Tobago · Tsjaad · Tsjechië · Tunesië · Turkije · Turkmenistan · Uruguay · Vanuatu · Venezuela · Verenigde Arabische Emiraten · Verenigde Staten · Vietnam · Wit-Rusland · Zaïre · Zambia · Zimbabwe · Zuid-Afrika · Zuid-Korea · Zweden · Zwitserland